# 320260 Bertout
320260 Bertout este un asteroid din centura principală de asteroizi.

## Descriere
320260 Bertout este un asteroid din centura principală de asteroizi. A fost descoperit pe 31 august 2007 la Observatorul Siding Spring de László L. Kiss și Krisztián Sárneczky. Asteroidul prezintă o orbită caracterizată de o semiaxă mare de 2,69 ua, o excentricitate de 0,06 și o înclinație de 3,4° în raport cu ecliptica.